# Кікар га-Шаббат
Кікар-га-Шабат (івр. כיכר השבת, букв., «Площа Шабату») — головне перехрестя, що з'єднує п'ять вулиць в Єрусалимі, між районами Меа-Шеарім і Геула: вулицю Єхезкель з півночі, вулицю Малкей-Ісраель із заходу, вулицю Меа-Шеарім зі сходу, вулицю Штрауса з південного сходу та вулицю Їшааягу з південного заходу.
З перших років існування Держави Ізраїль це перехрестя стало місцем конфліктів між релігійними та світськими євреями щодо питань дотримання шабату. Мітинги та протести, що проводяться в цьому місці, іноді завершувалися насильством. Завдяки своєму центральному розташуванню перехрестя також є місцем для громадських та святкових заходів.

## Історія
Напруга між ортододсальними та світськими громадами зросла під час періоду британського мандату. Однією з домінуючих точок конфлікту було порушення шабату євреями, які їздили на своїх транспортних засобах в шабат. Розвинулася, так звана, «Шабатня війна», під час якої компанії пропонували громадський транспорт і продавали сільськогосподарську продукцію в шабат. Це змусило організацію «га-Єда га-харедіт» заборонити продукцію кооперативу «Тнува».
У червні 1948 року військова поліція жорстоко розігнала масові протести проти порушення шабату. Після війни ситуація стала більш чутливою. Найпряміший шлях від Мандельбаумських воріт (головний військовий пост на кордоні розділеного Єрусалиму) до старого сиротинця Шнеллера (який став центром постачання єрусалимських військових частин) проходив прямо через головні квартали євреїв-харедім, а також через Кікар-га-Шабат. Часті проїзди військових машин цими районами в шабат був відправною точкою для багатьох протестів. Рішення театрів «Едісон» та «Іден» відкриватися після обіду в шабат стало ще одним болючим моментом.
Влітку 1950 року протести посилилися. Суботні протести на перехресті часто розпочиналися членами «Нетурей карта», які виступали проти сіонізму і відкидали авторитет світської держави. Перехрестя регулярно проїжджала військова техніка. Згодом перехрестя було закрито для автомобілів на шабат та свята. молочна фабрика «Тнува», розташована неподалік від перехрестя, отримувала молочну сировину з населених пунктів поблизу Єрусалима також і в шабат. Демонстранти прийняли тактику, відому як «Фред» на честь одного з лідерів громади. Воги заповнювали вулицю людьми і марширували взад-вперед, змушуючи техніку повільно рухатися крізь натовп.
12 серпня 1950 року три вантажівки молоді з руху «га-Шомер га-цаїр» прибули на демонстрацію, що призвело до заворушень і дій поліції. Демонстрації тривали кожного суботнього дня, протягом цього й наступного літа. У 1965 році перехрестя було офіційно закрито для руху на шабат, хоча воно вже було закрито де-факто роками раніше.

## Виноски
1. ↑  31.78835,35.218564 - Google Maps. Maps.google.com. 1 січня 1970. Процитовано 5 серпня 2010.
2. ↑  'נטורי קרתא' והפגנות השבת בירושלים ב 1950-1948 - רקע ותהליכים. Lib.cet.ac.il. Архів оригіналу за 6 серпня 2020. Процитовано 5 серпня 2010.